# Władysław Brandt
Władysław Brandt (ur. 5 lutego 1835 w Rudakach, zm. 7 grudnia 1912 we Lwowie) – polski pułkownik, powstaniec styczniowy, naczelnik wojenny powiatu łomżyńskiego.

## Życiorys
Był synem Kazimierza i Anieli z Iwaszkiewiczów. Po ukończeniu szkół w Mołodecznie został oficerem armii rosyjskiej. W 1863 w stopniu kapitana pełnił służbę w Białymstoku. Po wybuchu powstania styczniowego przeszedł na stronę powstańców. Wstąpił do oddziału gen. Onufrego Duchińskiego (wraz z nim m.in. Antoni Barancewicz, Julian i Bogusław Ejtminowiczowie, Kazimierz Kobyliński). Działał na terenie Puszczy Knyszyńskiej i w okolicach Grodna. Następnie przeszedł w Augustowskie, gdzie przejął oddział od Aleksandra Andruszkiewicza i powiększył go do ok. 110 piechoty i 18 jazdy. Oddział pozostawał niezależny, ale współpracował blisko z oddziałem Ramotowskiego. Wraz z oddziałem Wiktora Hłaski wziął udział w zwycięskim boju pod Kadyszem (21.05.1863), zaś z partią Pawła Suzina w potyczkach pod Olitą i Staciszkami. Walnie przyczynił się do zwycięstwa w bitwie pod Gruszkami (28.06.1863). Następnie sformował na Kurpiach oddział złożony z włościan (ok. 120 piechoty i 12 jazdy). 19 września zorganizował udany atak na komorę celną w Wincencie. Z powodu jaglicy nie mógł jednak dalej dowodzić i rozpuścił oddział. Po wyzdrowieniu wrócił na Kurpie i zebrał niewielki oddział (ok. 40 ludzi). Na jego czele uczestniczył 28 listopada w potyczce pod Srebrnym Borkiem. Trzy dni później oddział został rozbity przy granicy pruskiej. W drugiej połowie grudnia Brandt przeszedł do Prus.
Do 1880 Brandt mieszkał w Paryżu. Później przeniósł się do Galicji, gdzie pracował jako drogomistrz. Był autorem wspomnień pt. Mój udział w powstaniu, opublikowanych w pracy W czterdziestą rocznicę powstania styczniowego, wydanej we Lwowie w 1903.
Pochowany na Cmentarzu Łyczakowskim we Lwowie.
Zmarli powstańcy 1863 roku zostali odznaczeni przez prezydenta RP Ignacego Mościckiego 21 stycznia 1933 roku Krzyżem Niepodległości z Mieczami.